# ビーバー・スタジアム
ビーバー・スタジアム（Beaver Stadium）は、アメリカ合衆国ペンシルベニア州ステートカレッジ郡区内、ユニバーシティパークのペンシルベニア州立大学キャンパス内にある球技場である。北米ではミシガン大学のミシガン・スタジアムに次ぐ収容人数を誇り、その数は106,572人を数える。
1960年に開場したこのスタジアムは、シーズンオフの改修の度に収容人数を増やす工事がされ、1980年には83,000人、1991年には90,000人、そして2001年には、当時北米最大の収容人数である107,282人収容のスタジアムとなった。